# Đấu trường 100
Đấu trường 100 là một chương trình trò chơi truyền hình được phát sóng trên kênh VTV3 từ ngày 7 tháng 7 năm 2006 đến ngày 28 tháng 12 năm 2015. Chương trình được thực hiện dựa trên định dạng của trò chơi truyền hình 1 vs. 100 của hãng Endemol, và được đồng sản xuất bởi Đài Truyền hình Việt Nam và công ty Sóng Vàng. Thái Tuấn là người dẫn chính của chương trình trong suốt thời gian phát sóng.
Trò chơi này bao gồm một người chơi chính và 100 người cùng chơi đối đầu với nhau dưới hình thức một cuộc đua khảo nghiệm kiến thức. Tại thời điểm lên sóng lần đầu tiên, đây là trò chơi truyền hình có số người tham dự trực tiếp lớn nhất tại Việt Nam. Trong sáu năm đầu tiên, Đấu trường 100 sử dụng luật chơi của phiên bản Hà Lan Eén tegen 100, sau đó chuyển sang định dạng Hoa Kỳ 1 vs. 100 trong các năm tiếp sau đó.

## Luật chơi

### Phiên bản Hà Lan (2006-2012)
Có tất cả 4 chủ đề cho các câu hỏi: Lịch sử - Địa lý, Khoa học - Đời sống, Văn hóa - Xã hội và Thể dục - Thể thao; ở mỗi câu hỏi, máy tính sẽ chọn ngẫu nhiên một chủ đề. Người chơi chính sẽ ngồi cố định trên chiếc ghế nóng và lựa chọn mức độ dễ hoặc khó cho câu hỏi. Các câu hỏi được đưa ra dưới hình thức trắc nghiệm với ba đáp án A, B và C. Sau hiệu lệnh của người dẫn chương trình, tất cả những người cùng chơi có 6 giây để đưa ra phương án lựa chọn bằng bàn phím, những người trả lời sai sẽ bị loại khỏi cuộc chơi.
Sau khi hết 6 giây của người cùng chơi, người chơi chính có thời gian không hạn chế suy nghĩ và trả lời câu hỏi. Người chơi chính sẽ sử dụng khẩu lệnh để chốt câu trả lời cuối cùng của mình.

#### Tính điểm
Với mỗi câu hỏi mà người chơi chính trả lời đúng (không sử dụng quyền giải thoát hoặc nhân đôi), điểm thưởng được cộng thêm vào quỹ điểm của người chơi chính là 1000 × {\displaystyle {\frac {x}{y}}}, trong đó:
- {\displaystyle x} là số người trả lời sai câu hỏi đó.
- {\displaystyle y} là tổng số người trả lời câu hỏi đó.

Điểm số sau đó được làm tròn đến hàng đơn vị, và được quy đổi thành tiền thưởng theo quy tắc 1 điểm = 10.000 đồng.
Nếu loại bỏ tất cả 100 người cùng chơi, người chơi chính sẽ giành chiến thắng chung cuộc và nhận được số tiền tương ứng với số điểm hiện có trong quỹ điểm theo quy tắc trên. Ngược lại, người chơi chính trả lời sai bất kỳ câu hỏi nào sẽ phải dừng cuộc chơi mà không có tiền thưởng (nếu trước đó đã loại bỏ được ít nhất 80 người cùng chơi thì được nhận phần thưởng trị giá 2 triệu đồng). Nếu người chơi chính giành chiến thắng sau khi sử dụng quyền giải thoát, người chơi chính sẽ không được cộng thêm điểm mà ra về với số điểm có được sau khi trừ đi số điểm của quyền giải thoát.

#### Trợ giúp
Sau khi loại bỏ ít nhất 1 người cùng chơi, người chơi chính mới được cung cấp các quyền trợ giúp sau:
- Giải thoát: Có ba quyền giải thoát được sử dụng theo thứ tự, gồm 25%, 50% và 75%. Với mỗi lần dùng quyền giải thoát, số điểm của người chơi sẽ bị trừ đi một lượng tương ứng (sau đó được làm tròn đến hàng đơn vị). Người chơi không bị loại bất kể câu trả lời đúng hay sai, nhưng sẽ không có điểm từ người cùng chơi.
- Nhân đôi: Nếu trả lời đúng, người chơi chính có thể được cộng 2 lần số điểm thưởng của câu hỏi nếu có người cùng chơi bị loại. Người chơi không được dùng quyền giải thoát khi dùng quyền trợ giúp này mà phải tự trả lời câu hỏi đó, nhưng vẫn có thể chọn quyền này sau khi chọn đáp án.

#### Hình thức chọn người chơi
Trong mỗi chương trình, trước khi bắt đầu cuộc chơi, máy tính sẽ lựa chọn ngẫu nhiên một trong số 101 người chơi tại trường quay để trở thành người chơi chính. Nếu người chơi chính trả lời sai ở bất kỳ câu hỏi nào và bị loại, một trong số những người cùng chơi trước đó chưa bị loại ở câu hỏi trước sẽ được máy tính lựa chọn ngẫu nhiên để trở thành người chơi chính tiếp theo; nếu chỉ có một người cùng chơi duy nhất thì người đó sẽ ngay lập tức là người chơi chính. Nếu người chơi chính trước đó đã giành chiến thắng (loại được cả 100 người cùng chơi) hoặc cả người chơi chính và tất cả những người cùng chơi đều thất bại, một trong số 101 người chơi tại trường quay sẽ được máy tính lựa chọn ngẫu nhiên để trở thành người chơi chính tiếp theo (trừ một vài số đặc biệt có người nổi tiếng).
Sau khi người chơi chính trước đã hết lượt chơi, nếu thời gian vẫn còn, MC sẽ tiếp tục gọi người chơi chính tiếp theo theo quy tắc trên. Nếu người chơi chính chưa hoàn thành lượt chơi khi thời lượng phát sóng đã hết, họ sẽ tiếp tục lượt chơi của mình ở chương trình kế tiếp. Nếu người chơi chính thua cuộc và thời lượng chương trình đã hết, một trong số những người chơi chưa bị loại ở câu hỏi trước sẽ được máy tính lựa chọn ngẫu nhiên để trở thành người chơi chính vào tập tiếp theo (điều tương tự xảy ra nếu người chơi chính giành chiến thắng vào cuối chương trình, khi đó một người cùng chơi ngẫu nhiên tại trường quay sẽ được chọn cho vị trí người chơi chính của tập sau).

### Phiên bản Hoa Kỳ (2012-2015)
Từ ngày 23 tháng 7 năm 2012, Đấu trường 100 chuyển sang một phiên bản mới dựa trên định dạng của Hoa Kỳ. Vẫn với hình thức câu hỏi trắc nghiệm với ba phương án lựa chọn, tuy nhiên các câu hỏi sẽ không có chủ đề cụ thể và người chơi chính không có quyền chọn cấp độ dễ hoặc khó. Người chơi chính sẽ phát tín hiệu trả lời bằng cách bấm vào một trong ba nút tương ứng ở trước mặt họ để chốt câu trả lời của mình, thay vì dùng khẩu lệnh như phiên bản cũ. Người chơi chính cũng sẽ đứng cạnh người dẫn chương trình trong suốt quá trình chơi, thay cho việc ngồi cố định trên ghế nóng đối diện với MC trong phiên bản Hà Lan.

#### Thang tiền thưởng
Với mỗi câu hỏi mà người chơi chính trả lời đúng, người chơi có cơ hội tăng dần mức tiền thưởng. Ngược lại, nếu người chơi chính trả lời sai thì họ sẽ bị loại. Mỗi cấp độ tiền thưởng tương ứng với 10 người cùng chơi; mỗi lần loại bỏ được 10 người cùng chơi thì giá trị tiền thưởng tăng lên cấp độ kế tiếp, tương ứng với số tiền thưởng cao hơn. Phần thưởng cao nhất là 80.000.000 đồng (năm thứ 7 là 50.000.000 đồng) khi người chơi chính loại bỏ tất cả 100 người cùng chơi.
| Số người cùng chơi bị loại | 23 tháng 7 năm 2012 – 15 tháng 7 năm 2013 | 22 tháng 7 năm 2013 – 28 tháng 12 năm 2015 |
| -------------------------- | ----------------------------------------- | ------------------------------------------ |
| 100                        | 50.000.000 đồng                           | 80.000.000 đồng                            |
| 90 - 99                    | 30.000.000 đồng                           | 40.000.000 đồng                            |
| 80 - 89                    | 20.000.000 đồng                           | 20.000.000 đồng                            |
| 70 - 79                    | 15.000.000 đồng                           | 15.000.000 đồng                            |
| 60 - 69                    | 10.000.000 đồng                           | 10.000.000 đồng                            |
| 50 - 59                    | 5.000.000 đồng                            | 5.000.000 đồng                             |
| 40 - 49                    | 3.000.000 đồng                            | 3.000.000 đồng                             |
| 30 - 39                    | 2.000.000 đồng                            | 2.000.000 đồng                             |
| 20 - 29                    | 1.000.000 đồng                            | 1.000.000 đồng                             |
| 10 - 19                    | 500.000 đồng                              | 500.000 đồng                               |
| 0 - 9                      | 0 đồng                                    | 0 đồng                                     |

Người chơi chính có quyền chọn đấu tiếp hoặc dừng cuộc chơi (sau khi có ít nhất 500.000 đồng tiền thưởng) trước khi biết được câu hỏi tiếp theo. Nếu quyết định dừng cuộc chơi, người chơi sẽ bảo toàn số tiền thưởng mà họ đang có. Tuy nhiên, một khi đã quyết định tiếp tục chơi nhưng trả lời sai ở bất kỳ câu hỏi nào, họ sẽ phải ra về mà không có tiền thưởng.
Nếu NCC loại được tất cả trên 50 người cùng chơi thì sẽ dùng luật chia tiền thưởng, nghĩa là tất cả những người cùng chơi sẽ có cơ hội được nhận tiền thưởng từ người chơi chính nếu người chơi chính trả lời sai bất kỳ câu nào. Lúc này, những người cùng chơi trả lời đúng trong câu hỏi đó sẽ được chia đều số tiền thưởng mà người chơi chính đang giữ. Trong trường hợp chỉ có một người cùng chơi trả lời đúng, người đó sẽ được nhận toàn bộ số tiền thưởng của người chơi chính tùy theo tiến trình chơi.
Sau khi người chơi trước đã hết lượt chơi, nếu thời gian vẫn còn, MC sẽ tiếp tục gọi người chơi chính tiếp theo cho đến khi hết thời lượng chương trình. Nếu người chơi chính chưa hoàn thành lượt chơi mà thời lượng phát sóng đã hết, họ sẽ tiếp tục lượt chơi của mình ở chương trình kế tiếp.

#### Trợ giúp
Người chơi chính có ba sự trợ giúp và có thể sử dụng bất cứ lúc nào, nếu không biết câu trả lời hoặc chưa chắc chắn với suy nghĩ của mình. Trong một câu hỏi, người chơi chính có thể dùng nhiều sự trợ giúp, nhưng các quyền trợ giúp chỉ được sử dụng một lần.
| Quyền trợ giúp      | Sử dụng |
| ------------------- | --- |
| Khảo sát người chơi | Máy tính thống kê số lượng người cùng chơi lựa chọn phương án mà người chơi chính chọn để khảo sát. Khi chỉ có một người cùng chơi đang thi đấu, người chơi phải lựa chọn phương án nào đó trong câu hỏi này và máy tính sẽ cho biết người cùng chơi có lựa chọn phương án đó hay không. Tuy nhiên, trong trường hợp tất cả những người cùng chơi đều trả lời sai, và MC đã thông báo cho người chơi chính biết điều này, quyền trợ giúp này sẽ không được sử dụng để tránh lộ đáp án đúng do không có người cùng chơi nào lựa chọn. Trong trường hợp MC không thông báo điều này, người chơi chính vẫn có thể sử dụng quyền trợ giúp này bình thường. |
| Hỏi người chơi      | Máy tính lựa chọn ngẫu nhiên hai người cùng chơi với hai phương án lựa chọn khác nhau tham gia vào phần hỗ trợ này, một trong hai phương án này là đáp án đúng. Người chơi chính và MC sẽ có cuộc đối thoại nhanh với hai người chơi này, hỏi phương án và lý do họ chọn. Sau đó, đáp án nào không có ai chọn sẽ được bỏ đi (vì chắc chắn đó là phương án sai) và người chơi chính sẽ quyết định câu trả lời trong hai phương án còn lại. Nếu tất cả những người cùng chơi có phương án trả lời giống nhau hoặc chỉ còn lại một người cùng chơi đang thi đấu, người chơi chính sẽ không được chọn quyền trợ giúp này. Khi đó, sẽ có 4 tình huống phát sinh: - Người chơi chính chọn cùng đáp án và đúng, không ai bị loại bỏ. - Người chơi chính chọn cùng đáp án và sai, trò chơi kết thúc, tất cả đều không có tiền thưởng. - Người chơi chính chọn khác đáp án và đúng, người chơi chính chiến thắng với số tiền thưởng tối đa. - Người chơi chính chọn khác đáp án và sai, người chơi chính thua cuộc, tiền thưởng đến thời điểm đó được chia đều cho tất cả những người cùng chơi còn thi đấu (nếu họ trả lời đúng và đã áp dụng luật chia tiền) hoặc tất cả đều không có tiền thưởng như tình huống thứ 2 ở trên. Tuy nhiên, nếu tất cả những người cùng chơi chỉ chọn hai phương án khác nhau và đều là phương án sai, quyền trợ giúp trở nên vô hiệu và người chơi chính phải tự lựa chọn đáp án của riêng mình, chiến thắng lúc này sẽ phụ thuộc vào câu trả lời của người chơi chính. Trong trường hợp chỉ còn lại hai người cùng chơi đang thi đấu và một trong hai người này trả lời đúng, MC và người chơi chính sẽ trực tiếp hỏi đáp với họ trong câu hỏi đó. |
| Tin người chơi      | Tương tự như Khảo sát người chơi, nhưng người chơi chính phải lựa chọn đáp án nhiều người chọn nhất (do máy tính xác định rồi chốt hộ) và không được chọn phương án khác. Khi chọn sự trợ giúp này, sẽ có 4 khả năng đặc biệt sau thực thi: - Nếu có hai phương án trả lời khác nhau có cùng số người cùng chơi chọn ngang nhau và cao hơn phương án còn lại (hoặc khi chỉ có hai người cùng chơi và mỗi người chọn một phương án khác nhau), trong đó một trong hai phương án này là đáp án đúng, MC sẽ thông báo cho người chơi chính biết điều này. Đáp án ít người chọn hơn sẽ được bỏ đi (vì chắc chắn đây là phương án sai) và người chơi chính sẽ tự quyết định câu trả lời trong hai phương án đó, và không được sử dụng các quyền trợ giúp khác. - Nếu cả ba phương án trả lời đều có cùng số người cùng chơi chọn ngang nhau (điều này chỉ xảy ra trong trường hợp số người cùng chơi còn lại là bội số của 3), MC sẽ thông báo cho người chơi chính biết điều này. Quyền trợ giúp này sẽ thất bại và người chơi chính phải bỏ đi quyền trợ giúp này, và tiếp tục chọn một trong ba phương án như bình thường, không được sử dụng các quyền trợ giúp khác. - Nếu chỉ có một người cùng chơi đang thi đấu, người chơi chính phải chọn theo đáp án của người cùng chơi đó. Cả hai có thể đều được đi tiếp hoặc ra về mà không có tiền thưởng. - Nếu chỉ có hai phương án trả lời khác nhau như trường hợp 1 ở trên và đều là phương án sai, MC sẽ thông báo cho người chơi chính biết điều này. Quyền trợ giúp không có tác dụng và người chơi chính vẫn phải chọn một trong ba phương án như bình thường.                                                          |

Đôi khi trong nhiều trường hợp, người chơi chính sẽ được biết trước số người cùng chơi trả lời sai ở một câu hỏi trước hoặc sau khi trả lời câu hỏi đó nhưng chưa biết đáp án đúng. Nếu trong câu hỏi đó, tất cả những người cùng chơi đều trả lời sai ở câu hỏi này, người chơi chính sẽ không được chọn sự trợ giúp nào và có hai tình huống phát sinh như sau: 
- Người chơi chính trả lời đúng, họ chiến thắng với số tiền thưởng tối đa.
- Người chơi chính trả lời sai, họ thua cuộc và tất cả không có tiền thưởng.

#### Người chiến thắng
Dưới đây là danh sách những người chơi chính giành chiến thắng và nhận được số tiền thưởng tối đa trong chương trình:
- Minh Luân - 50.000.000 đồng (30/7/2012)
- Phan Ngọc Thảo - 80.000.000 đồng (22/7/2013 - 29/7/2013)
- Đinh Xuân Sơn - 80.000.000 đồng (3/2/2014 - 10/2/2014)
- Trần Phương Nam - 80.000.000 đồng (12/5/2014 - 19/5/2014)
- Phạm Văn Đường - 80.000.000 đồng (19/5/2014 - 26/5/2014)
- Trần Xuân Thành - 80.000.000 đồng (28/7/2014 - 4/8/2014)
- Nguyễn Xuân Trường - 80.000.000 đồng (13/4/2015 - 20/4/2015)

#### Hình thức chọn người chơi
Trong phiên bản này, người chơi chính sẽ được lựa chọn theo hình thức xếp hàng, theo đó người dẫn chương trình sẽ gọi người chơi vào từ ngoài trường quay thay vì lựa chọn ngẫu nhiên từ vị trí người cùng chơi như ở phiên bản cũ.

## Sản xuất

### Quá trình tuyển người chơi
Trong 6 năm đầu tiên, người chơi sẽ được chọn lọc từ các bản đăng ký tham dự chương trình, trong đó một nửa lượng người chơi là tự do và một nửa đến từ các tập thể, đơn vị khác nhau. Theo chia sẻ của MC Thái Tuấn, việc lựa chọn như vậy nhằm đảm bảo sự công bằng và trung thực của cuộc chơi, đồng thời tránh tình trạng "ăn dơ" giữa những người trong cùng một tập thể. Những người đăng ký sau đó sẽ được tra khảo trắc nghiệm kiến thức nhanh để chọn ra khoảng 15-20 người vào nhóm những người có khả năng là người chơi chính. Với mỗi cuộc ghi hình, số lượng người chơi được tuyển chọn ít nhất là 120 người và lên đến 180 người cho trường hợp dự phòng.

## Phát sóng

### Phát chính
- 21:00 thứ 6 (7 tháng 7 năm 2006 – 28 tháng 12 năm 2007)[6]
- 22:00 thứ 6 (4 tháng 1 năm 2008 – 11 tháng 7 năm 2008)
- 20:00 thứ 2 (14 tháng 7 năm 2008 – 28 tháng 12 năm 2015)[7]

### Phát lại
- Trên VTV3: 04:30 và 07:00 sáng thứ 4 hoặc 04:20 và 08:30 thứ 4
- Trên VTV4: 02:10 và 17:00 thứ 6 (theo khung giờ các nước)
- Trên VTV9 (2007 - 2009) và một số kênh địa phương khác

### Tạm ngừng phát sóng
Trong suốt thời gian phát sóng, chương trình đã có một số lần phải tạm ngừng phát sóng do trùng với các sự kiện đặc biệt. Các chương trình bị hoãn đã được phát sóng trở lại sau đó ít nhất 7 ngày. Cụ thể:
- 16/2/2007 (29 Tết), do trùng thời điểm hòa sóng chương trình đặc biệt đêm giao thừa của VTV trong dịp Tết Nguyên Đán Đinh Hợi 2007.
- 13/6/2008, do trùng với thời điểm diễn ra truyền hình trực tiếp trận đấu trong Euro 2008.
- 15/2/2010 (Mùng 2 Tết), do trùng thời gian phát sóng các chương trình đón Tết Nguyên đán Canh Dần 2010.
- 31/10/2011, do trùng với cầu truyền hình Bài ca chiến thắng.

## Nhà tài trợ
- Nokia (7 tháng 7 năm 2006 – 11 tháng 7 năm 2008)
- Hảo Hảo (14 tháng 7 năm 2008 – 14 tháng 7 năm 2014)

## Giải thưởng và đề cử
| Năm  | Giải thưởng                     | Hạng mục             | Đề cử          | Kết quả         | TK    |
| ---- | ------------------------------- | -------------------- | -------------- | --------------- | ----- |
| 2007 | Liên hoan truyền hình toàn quốc | Trò chơi truyền hình | Đấu trường 100 | Huy chương vàng | [ 8 ] |